# Manifiesto de Manzanares

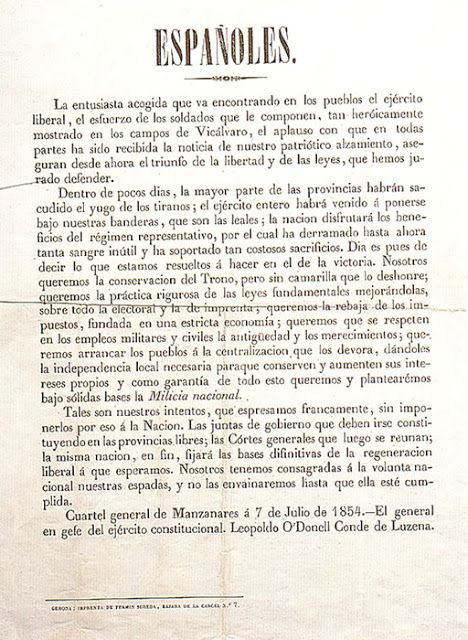
Texto escrito.

El Manifiesto de Manzanares del 7 de julio de 1854 fue un documento redactado por Antonio Cánovas del Castillo y firmado por el general Leopoldo O'Donnell en Manzanares (Ciudad Real). A través de él se exigieron reformas políticas y unas Cortes Constituyentes para hacer posible una auténtica «regeneración liberal». Este manifiesto dio paso al llamado Bienio progresista, tiempo durante el cual los liberales estuvieron a la cabeza del gobierno español.

## Historia
El 7 de julio de 1854, «el General en Jefe del Ejército Constitucional, Leopoldo O'Donnell, conde de Lucena», se pronuncia contra el gobierno moderado en las cercanías de Madrid (Vicalvarada). La politización del levantamiento se logra a través de un Manifiesto, redactado desde Manzanares por el joven Antonio Cánovas del Castillo, futuro artífice de la restauración borbónica. El Manifiesto es una llamada a los españoles, en el cual se pide la continuidad «del Trono, pero sin camarilla que lo deshonre», al mismo tiempo que se habla de cosas muy caras a los progresistas: mejorar la ley electoral y la de imprenta, y rebajar los impuestos. 

Españoles: La entusiasta acogida que va encontrando en los pueblos el Ejército liberal; el esfuerzo de los soldados que le componen, tan heroicamente mostrado en los campos de Vicálvaro; el aplauso con que en todas partes ha sido recibida la noticia de nuestro patriótico alzamiento, aseguran desde ahora el triunfo de la libertad y de las leyes que hemos jurado defender.
Dentro de pocos días, la mayor parte de las provincias habrá sacudido el yugo de los tiranos; el Ejército entero habrá venido a ponerse bajo nuestras banderas, que son las leales; la nación disfrutará los beneficios del régimen representativo, por el cual ha derramado hasta ahora tanta sangre inútil y ha soportado tan costosos sacrificios. Día es, pues, de decir lo que estamos resueltos a hacer en el de la victoria.
Nosotros queremos la conservación del trono, pero sin camarilla que lo deshonre; queremos la práctica rigurosa de las leyes fundamentales, mejorándolas, sobre todo la electoral y la de imprenta; queremos la rebaja de los impuestos, fundada en una estricta economía; queremos que se respeten en los empleos militares y civiles la antigüedad y los merecimientos; queremos arrancar los pueblos a la centralización que los devora, dándoles la independencia local necesaria para que conserven y aumenten sus intereses propios, y como garantía de todo esto queremos y plantearemos, bajo sólidas bases, la Milicia Nacional. Tales son nuestros intentos, que expresamos francamente, sin imponerlos por eso a la nación.
Las Juntas de gobierno que deben irse constituyendo en las provincias libres; las Cortes generales que luego se reúnan; la misma nación, en fin, fijará las bases definitivas de la regeneración liberal a que aspiramos. Nosotros tenemos consagradas a la voluntad nacional nuestras espadas, y no las envainaremos hasta que ella esté cumplida.
Cuartel general de Manzanares, a 7 de julio de 1854.
El general en jefe del Ejército constitucional, Leopoldo O'Donnell, conde de Lucena.